# Allegro (електропоїзд)
Allegro або VR Class Sm6 (фін. Allegro) — пасажирський двосистемний електропоїзд (із сімейства електропоїздів Pendolino виробництва компанії Alstom), що курсує за маршрутом Гельсінкі—Санкт-Петербург (фірмовий поїзд № 151/152, 155/156 «Алегро» за російською класифікацією). Експлуатацію потяга здійснює Oy Karelian Trans LTD, спільне підприємство Suomen Valtion Rautatiet (VR) (Фінляндія) і РЖД.
З 27 березня 2022 року рух поїзда призупинено через санкції проти Росії.

## Загальна інформація
Назву потяг отримав на честь слова Алегро. Склад кожного з чотирьох нерозбірних потягів виготовлено в Італії..
У перший рейс потяг вирушив 12 грудня 2010, з Фінляндського вокзалу.
Час в дорозі — 3 години 36 хвилин. Відправляється щодня, по дві пари на день (чотири однакових склади), курсують два оборотних рейси. Потяги будуть слідувати з зупинками на станціях Виборг, Вайніккала, Коувола, Лахті і Тіккуріла. Поїзди також зупинялися раніше в Пасілі, як і кожен інший пасажирський поїзд з та до Гельсінкі, але зупинка була припинена 27 березня 2016 року. Базова вартість проїзду з Петербурга в Гельсінкі становить 84 € за 2 клас, 104 € - для пасажирів з тваринами (2 клас), 134 євро - 1 клас. Існує можливість придбання абонемента.
Швидкість пересування — до 220 км/год у Фінляндії і до 160 км/год тереном Росії.
У конструкції потяга використана технологія нахилу кузова до 8° (технологія Pendolino ), що дозволяє під час проходження поїздом поворотів не знижувати швидкість, як це відбувається зі звичайними потягами, і нівелювати дію відцентрової сили.
Назву потяга, логотип і загальне кольорове оздоблення розробила Студія «КРАФТ-дизайн» (Москва).

## Історія проекту
2001 — досягнута домовленість між Президентом РФ і Президентом Фінляндської Республіки про організацію швидкісного руху між Санкт-Петербургом і Гельсінкі.
28 березня 2003 — видано розпорядження МПС «Про організацію швидкісного руху пасажирських потягів на ділянці Санкт-Петербург — Бусловська Жовтневої залізниці».
У листопаді 2010, електропоїзд Allegro здійснив перший тестовий рейс Гельсінкі - Санкт-Петербург (17 листопада) і назад (18 листопада).

## Спорядження
Усі сім вагонів поїзда сидячі, сумарно 350 місць у складі. Обслуговування проводиться російською, фінською та англійською мовами. Митний і прикордонний контроль, планується здійснювати під час руху потяга .
Allegro споряджено для роботи як на фінських так і на російських стандартах залізниці. Подвійна електрична мережа використовує як фінські 25 кВ, 50 Гц змінного струму так і Російські 3 кВ постійного струму, колісні пари побудовані, щоб працювати на швидкості більш ніж 200 км/год, уніфіковані колісні пари працюють як з фінською шириною колії так і з російською 1524 мм, двері обладнані висувними сходами, щоб нивілювати фінські 550 мм і російські 1100 мм висоту платформ, агрегати пристосовані для обох сигнальних систем, які істотно розрізняються.

## «Алегро» проти«Сапсана»
- При запровадженні «Сапсана» було скасовано кілька пар електричок на різних дистанціях.
- Максимальна швидкість «Сапсана» 350 км / год, тоді як у «Алегро» — 220.

## Фотографії

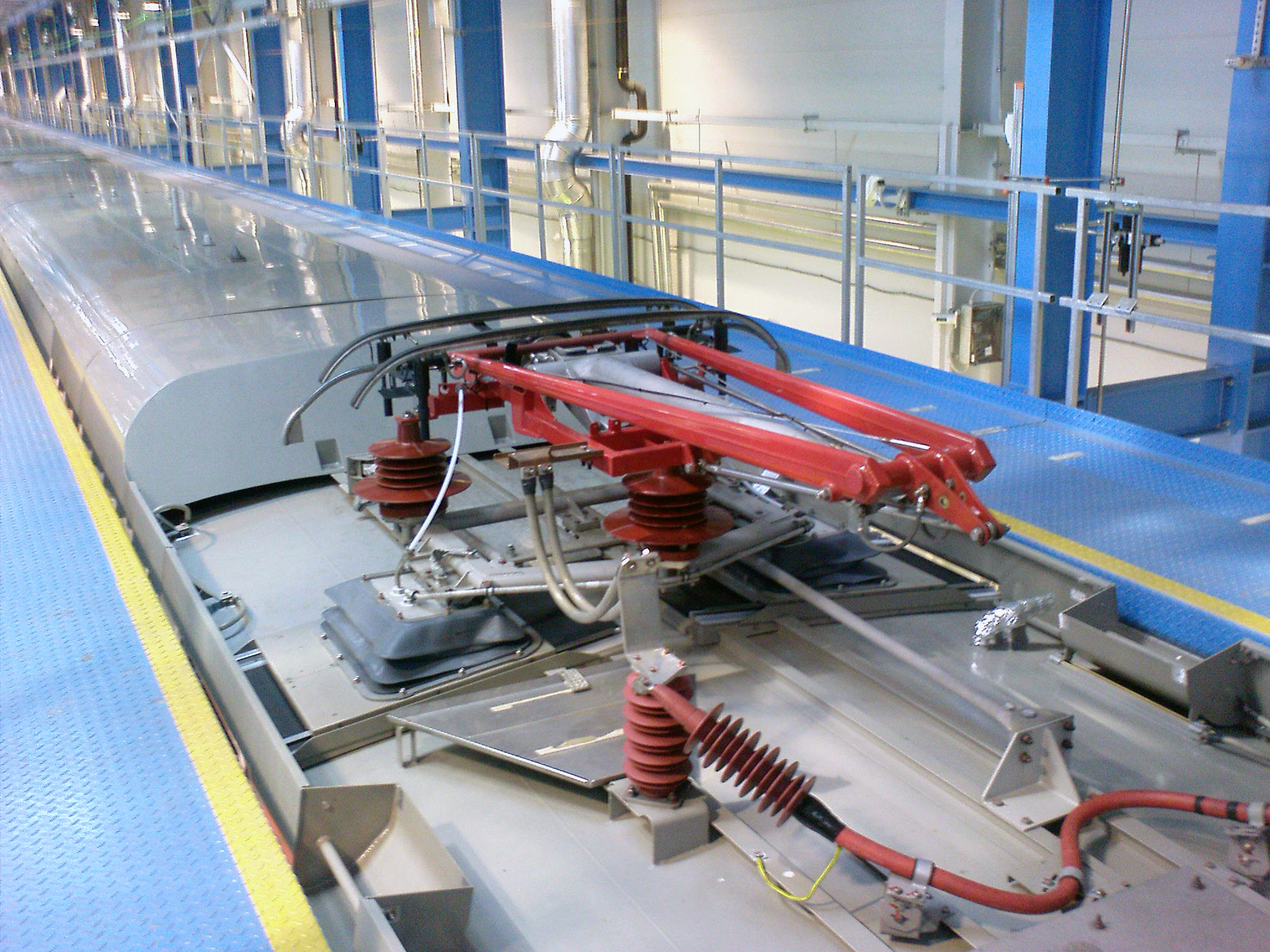
Полупантограф електропотяга "Аллегро"
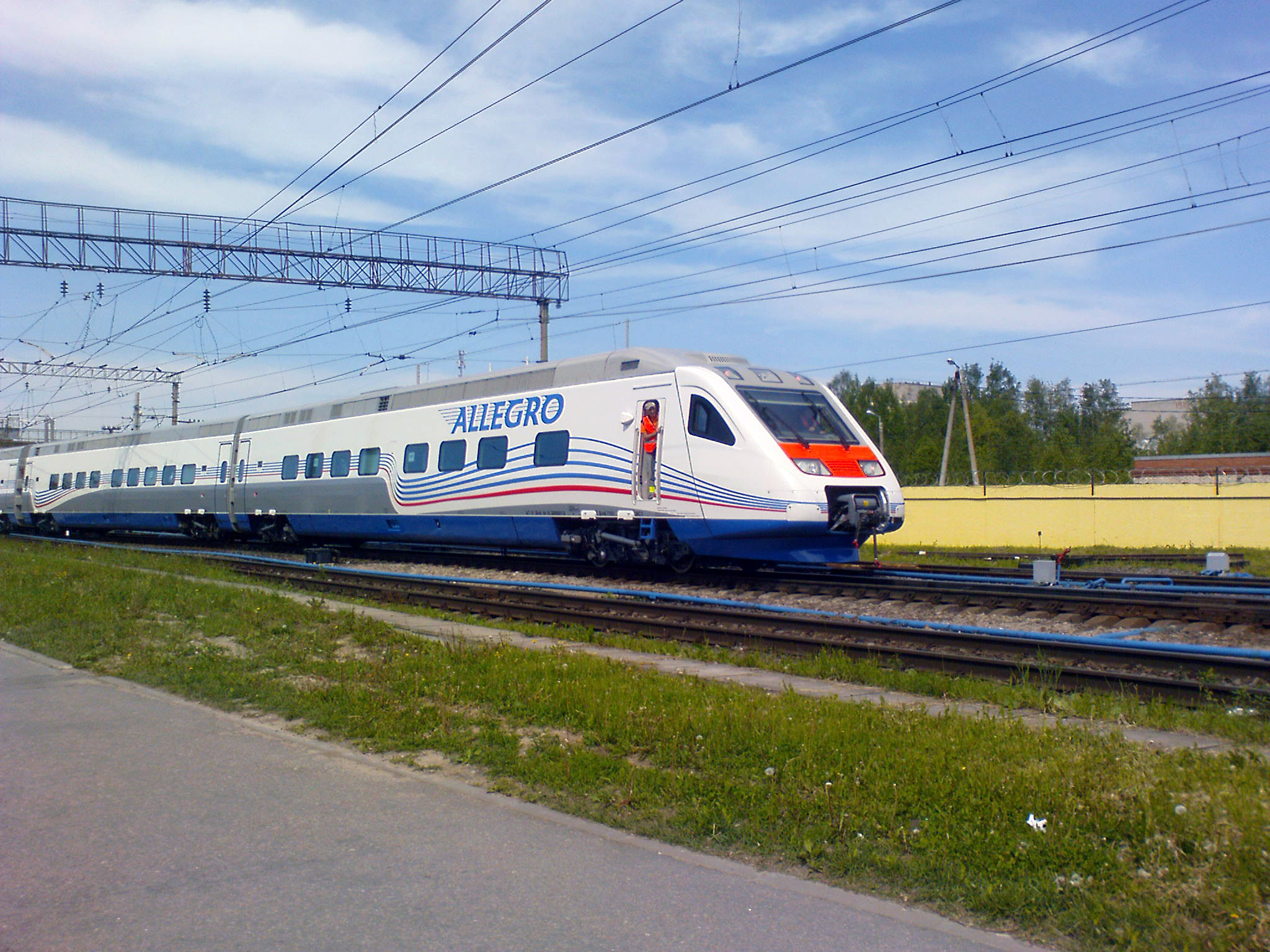
Маневри електропотяга "Аллегро" в депо
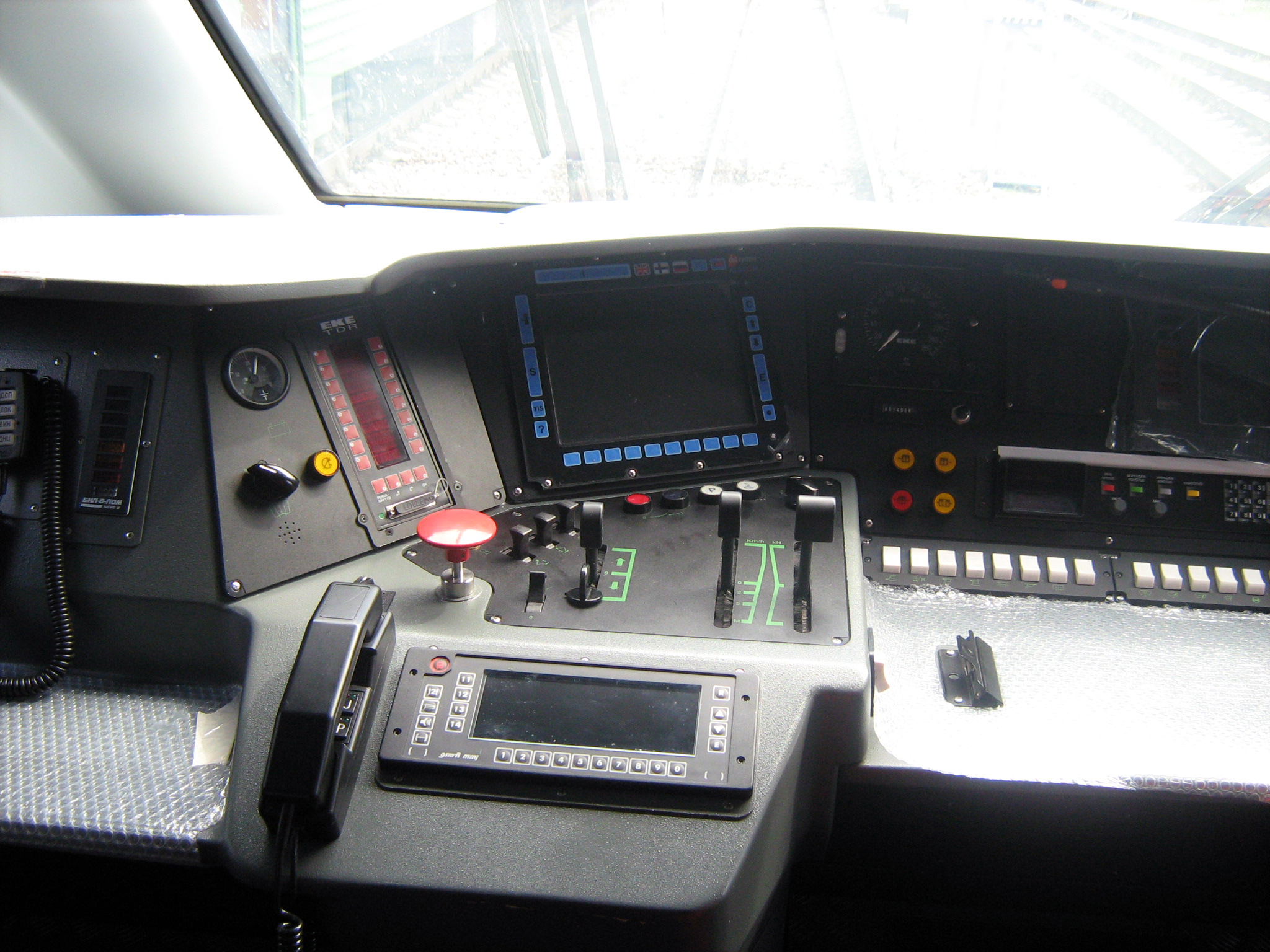
В кабіні електропотяга "Аллегро"
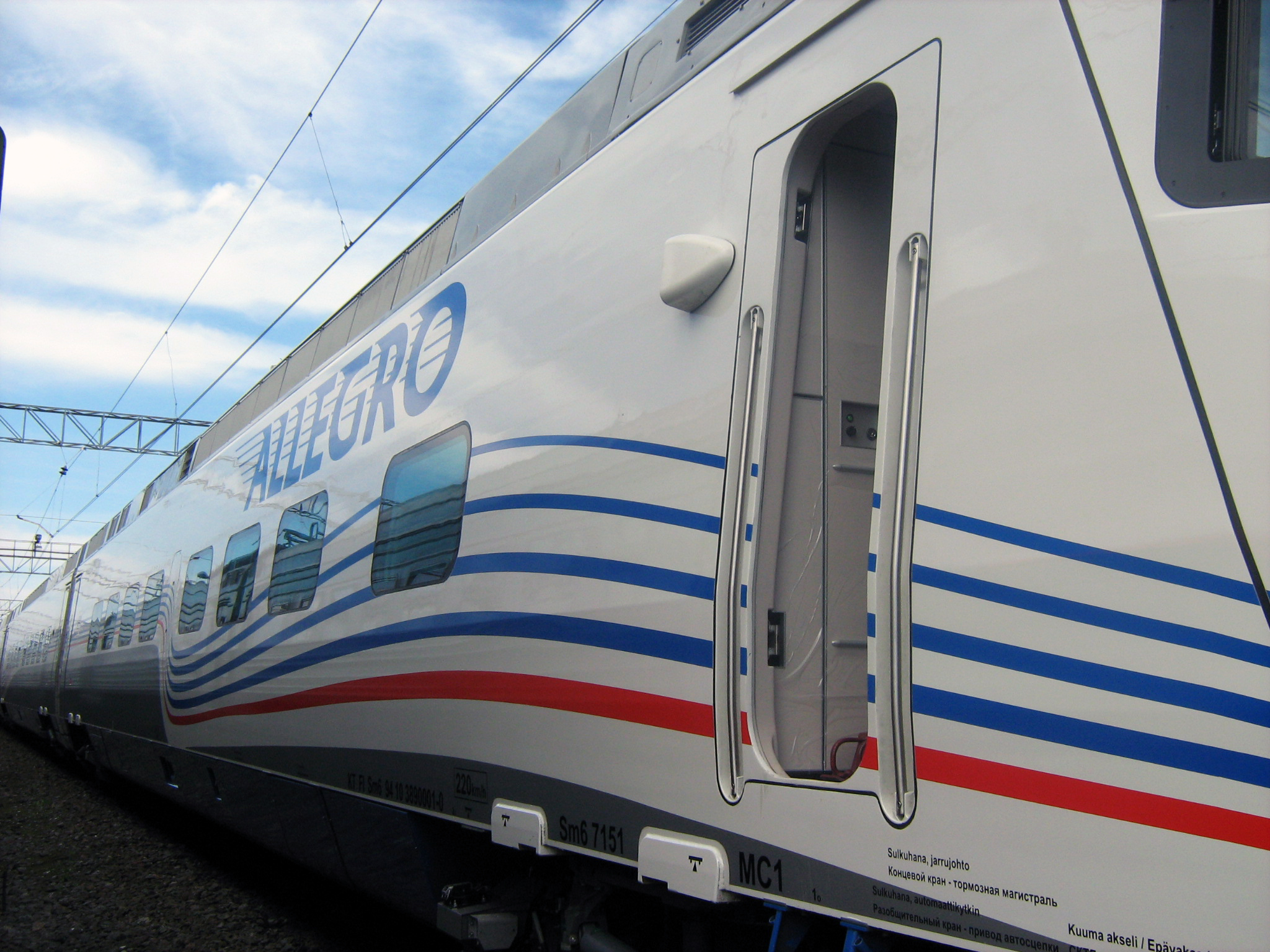
Вхід в кабіну електропотяга "Аллегро"
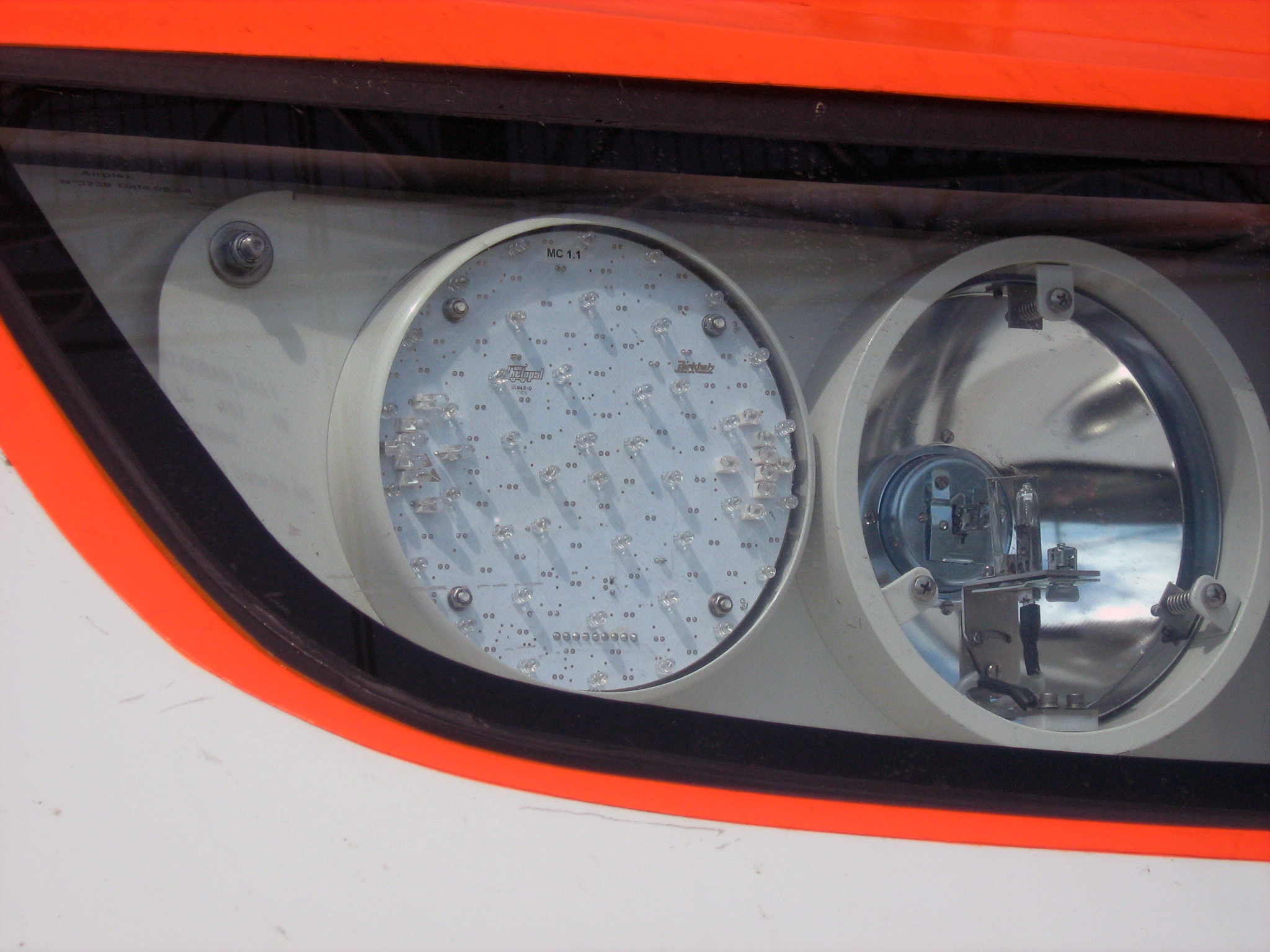
Фара електропотяга "Аллегро"
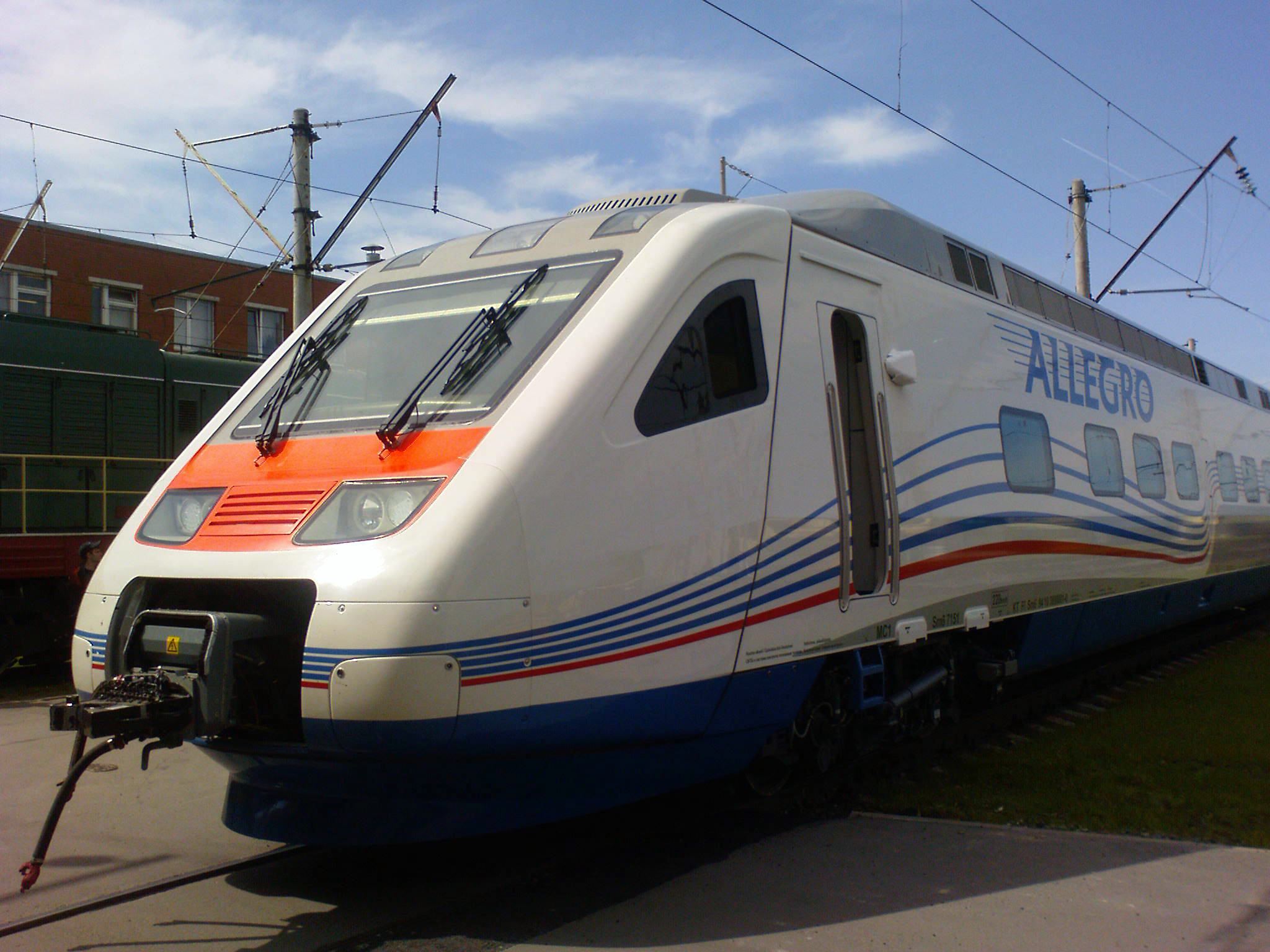
Електропотяг "Аллегро" в депо
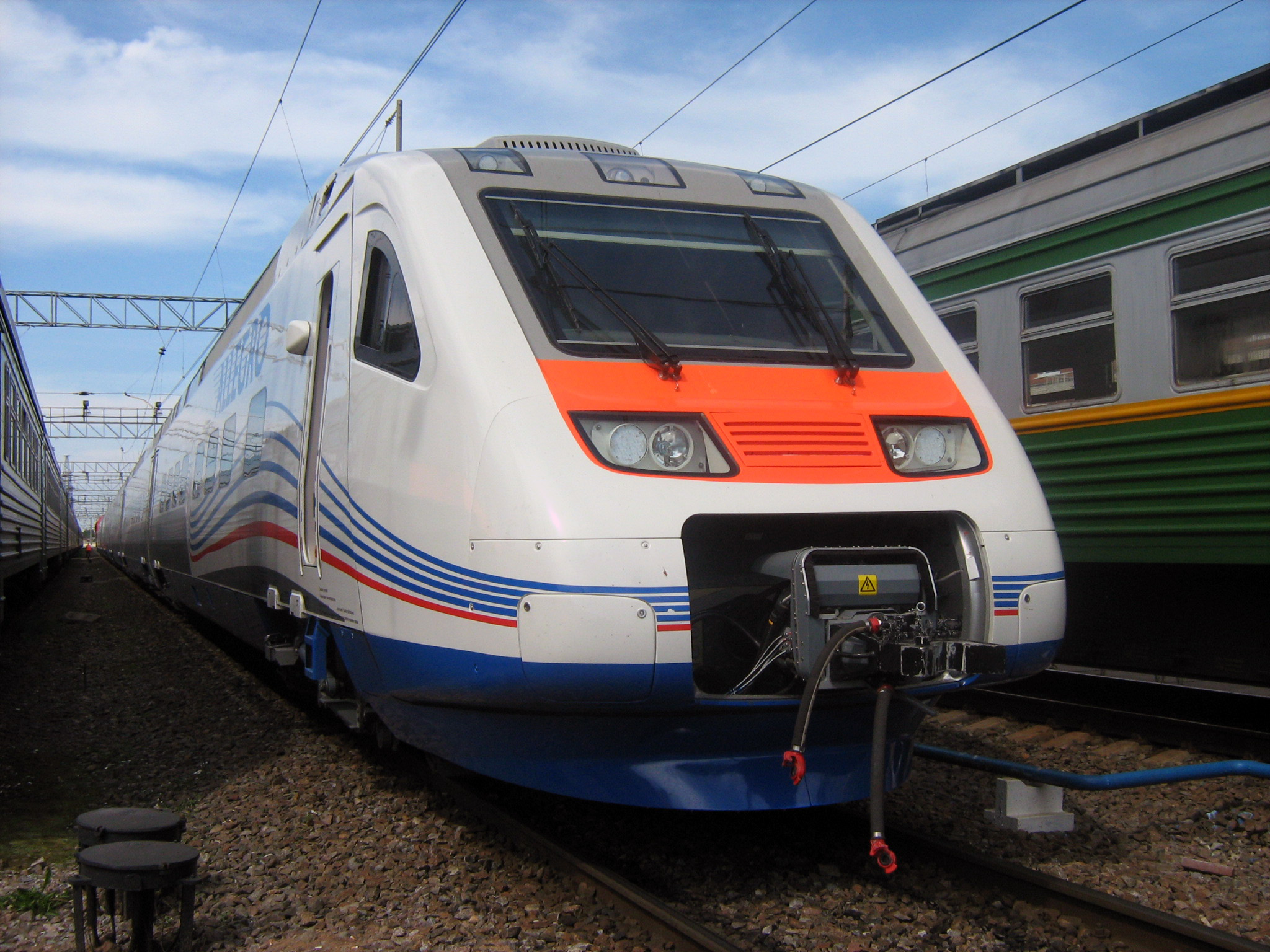
Електропотяг "Аллегро" в депо